# UK Ultraspeed

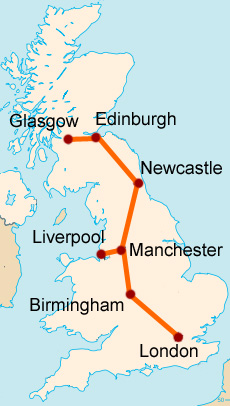
Karta med den föreslagna linjen

UK Ultraspeed är en föreslagen Maglevbana mellan London och Glasgow, med stationer i Birmingham, Manchester, Leeds och Newcastle, och en matarbana från Liverpool.

## Förslag
Förslaget är ett Transrapidsystem som i Shanghai och som för tillfället är den snabbaste landtransporten i världen med en topphastighet på 431 km/h. Tågen är tänkta att köra i upp till 500 km/h, vilket drastiskt skulle reducera restiden mellan större städer i Storbritannien. Förslaget är ett resultat av en förstudie som har gjorts av konsortiet Transrapid och som kostade £2 000 000.  Banans dragning är framtagen för att kunna ansluta så många städer som möjligt med en bana.
Följande är förväntade restider i minuter jämfört med nuvarande restider med tåg. 
| Mellan                   | Nuvarande tid | Ultraspeed tid |
| ------------------------ | ------------- | -------------- |
| London och Birmingham    | 90            | 30             |
| London och Liverpool     | 135           | 45             |
| London och Manchester    | 140           | 50             |
| London och Newcastle     | 190           | 100            |
| London och Glasgow       | 300           | 155            |
| Birmingham och Liverpool | 100           | 30             |
| Manchester och Liverpool | 50            | 10             |
| Manchester och Newcastle | 180           | 50             |
| Newcastle och Edinburgh  | 90            | 35             |
| Edinburgh och Glasgow    | 55            | 15             |

## Fördelar

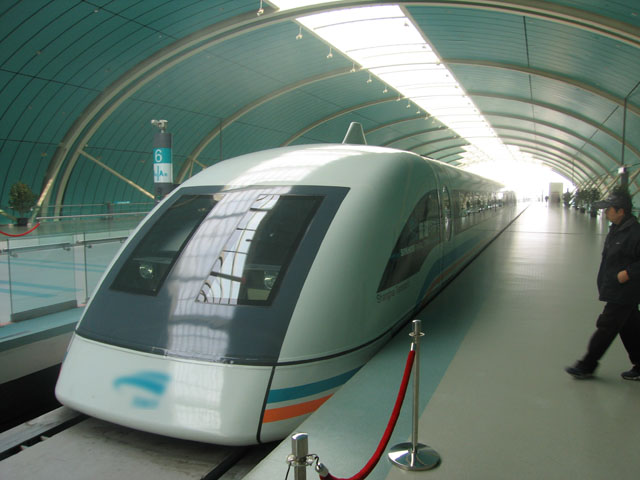
Ett Transrapidtåg i Kina

Systemet skulle ge markant högre hastigheter på 500 km/h jämfört med liknande höghastighetståg (HSR) som redan existerar som franska TGV (320 km/h). Transrapid hävdar att endast 50% av energin behövs för att driva tågen jämfört med jämförbara HSR alternativ.
Eftersom restiderna förkortas rejält finns stora ekonomiska fördelar. Med kortade restider skulle städer som Edinburgh och Glasgow kunna fungera som en ekonomisk enhet och möjliggöra en större sammanhållning. Det skulle också göra en hel del för att ändra på den traditionella obalansen mellan norra och södra England genom att uppmuntra företag att slå sig ner utanför London, men ändå ha god tillgång till platser som Heathrow.
Det finns miljömässiga fördelar eftersom höghastighetståg reducerar antalet resor med bil och flyg mellan städer vilket skulle reducera växthusgaser från transporter.
Systemet är relativt billigt. Den uppskattade kostnaden för bygget är  £18 miljarder, vilket inkluderar konstruktion av ca 800 km bana och tåg. Som jämförelse är uppgraderingen av West Coast Main Line kostnadsberäknad till £10 miljarder . Detta förslag skulle möjliggöra för tåg att köra i 200 km/h men löser inte problemet att det befintliga nätet närmar sig maximal kapacitet. Även Crossrail är beräknat till en kostnad om £16 miljarder, men denna skulle bara betjäna orter nära London. Kostnaderna är preliminära.
Teknologin avslogs för framtida studier i regeringens White Paper Delivering a Sustainable Railway publicerad den 24 juli 2007.